# Alain Kappauf
Pour les articles homonymes, voir Kappauf.
Alain Kappauf, né le 27 décembre 1955, est un réalisateur, scénariste et producteur de télévision français. Il coproduit plusieurs séries télévisées françaises à succès, comme Caméra Café ou Kaamelott. Puis en 2004, Il crée la société de production audiovisuelle Kabo Family avec laquelle il produit Scènes de ménages et En famille. Il a également coproduit à quelques films pour le cinéma, comme Polisse et Épouse-moi mon pote, ou encore la production internationale Mademoiselle Julie avec Jessica Chastain.

## Carrière
Alain Kappauf accède à la notoriété en 2001 avec le lancement de Caméra Café, diffusée sur M6, qu'il cocrée avec Bruno Solo et Yvan Le Bolloc'h, les deux acteurs principaux de la série télévisée. L'originalité de la série repose sur le fait de filmer toutes les scènes depuis le point de vue de la machine à café d'une entreprise.
En 2005, il coproduit également Kaamelott, créée par Alexandre Astier, qui reprend le rôle principal du roi Arthur dans cette série humoristique et inspirée de la légende arthurienne. Ces séries, ainsi que d'autres comme Scènes de Ménages, adaptation libre de la série espagnole Escenas de matrimonio et qui sera élue série préférée des Français selon un sondage OpinionWay, ont contribué à l'essor du format court des séries humoristiques, ou shortcom, en France.
Il crée la société de production audiovisuelle Kabo Family en 2004 avec Christian Baumard, avant d'être rejoints par Stéphane Moatti et Sophie d’Abancourt. Elle regroupe alors plusieurs sociétés de production et labels, tels que Noon, En Voiture Simone, Thalie Images ou Vacarmes. Kabo Family est à l'origine de séries courtes diffusées en access prime-time comme Scènes de Ménages, Commissariat central ou En Famille, toutes diffusées sur M6.
Alain Kappauf et sa société sont également coproducteurs de films comme Polisse, Une prière avant l'aube. À la télévision ils sont également producteurs de Mystère à Paris, de Killer Coaster et coproducteurs avec Thierry Ardisson de la mini-série Peplum. La société deviendra par la suite l'un des principaux producteurs indépendants de fiction en France pour la télévision et les plateformes de vidéo à la demande. Il produit également, en parallèle des œuvres de fiction, des sketch shows, comme Made in Palmade avec Pierre Palmade, Dernières avant Vegas avec Audrey Lamy, Ligne Blanche avec Blanche Gardin ou encore Ça fait du bien avec Nadia Roz.
En 2021, Kabo Family est rachetée par Asacha group, entreprise fondée par Gaspard de Chavagnac (producteur)  , Marina Williams et Marc-Antoine d’Halluin. Les fondateurs conservent une part minoritaire dans l'entreprise, tout en devenant actionnaires directs d'Asacha.

## Filmographie

### Réalisateur
- 2001-2004 : Caméra Café
- 2010 : Caméra Café 2 : La Boîte du dessus

### Scénariste
- depuis 2012 : En Famille
- 2016 : Commissariat central

### Producteur
- 2001-2004 : Caméra Café
- 2003-2004 : Domisiladoré
- 2005-2009 : Kaamelott
- 2007 : Confidences
- depuis 2009 : Scènes de ménages
- 2009 : Le séminaire Caméra Café
- 2010 : Caméra Café 2 : La Boîte du dessus
- 2011 : Polisse
- depuis 2012 : En Famille
- 2014 : Mademoiselle Julie
- 2014 : SMS
- 2016 : Les Beaux Malaises d' Éric Lavaine
- 2017 : Épouse-moi mon pote
- 2018 : Mike
- 2019 : Tout contre elle
- 2019 : Beaux-parents
- 2016 : Commissariat central